# Salomon Müller
Salomon Müller (ur. 1804 w Heidelbergu w Królestwie Wirtembergii, zm. 1864 we Fryburgu Bryzgowijskim) – niemiecki przyrodnik i zoolog.
Müller był synem rymarza w Heidelbergu. W 1823 został razem z Heinrichem Boie i Heinrichem Christianem Macklotem wysłany przez Coenraada Jacoba Temmincka do Holenderskich Indii Wschodnich, by zebrać okazy dla muzeum w Lejdzie. Zoolog odwiedził w 1826 Indonezję, w 1828 – Timor i Nową Gwineę, w 1831 – Jawę oraz w latach 1833–1835 – Sumatrę.